# Антарктида (телесеріал)
«Антарктида» (яп. 南極大陸, Nankyoku Tairiku) — японський телесеріал про полярну експедицію 1957-58 років. Це найбільший проєкт TBS, в честь свого 60-річного ювілею. Серіал оснований на книзі Toru Kikuchi "Nankyoku no inuzori" (Dog sledge of Antarctica) (1959).

## Історія
1957 року японські дослідники побудували в Антарктиді базу Шова і лишили 11 чоловік та 15 їздових собак на зиму. Ця експедиція відома у Японії трагічною долею собак, яких у 1958 році покинули прив'язаними на базі і повернулися лише через рік. 1983 року був знятий фільм Антарктика, що описував ці події.

## Сюжет

### Епізод 1
В епоху Японії, відому як Шова (Сьова) або післявоєнна, жителі Японії намагалися відновитись після руйнації Другої світової війни. Щоб довести решті світу, що Японія повноправний член світової спільноти, науковці вирішили подати заявку на дослідження континенту Антарктида. Старий японський військовий корабель під назвою Sōya, який пережив війну, був відремонтований і перероблений на криголам для японської Антарктичної експедиції. Для подорожі до континенту було обрано п'ятдесят три чоловіки.
Курамочі, альпініст, який втратив дружину під час війни, та Інузука, молодий студент, отримали завдання вибрати та тренувати команду японських їздових собак, яка мала вирушити із експедицією до Антарктиди. За допомогою літнього професора, його дочки, двох її маленьких дітей та кількох власників собак їм вдалося зібрати загалом двадцять дві сахалінські хаскі на Антарктичну експедицію, включаючи собаку Рікі, який колись був лідер собачої команди та двох братів Таро та Джиро, яких Курамочі легко приручив.
Після декількох місяців ремонтних робіт криголам Sōya був остаточно закінчений, і екіпаж був готовий виїхати до Антарктиди. 8 листопада 1956 року Sōya з командою із п'ятдесяти трьох членів екіпажу та 22 собак, вирушила із доків Японії та попрямувала на південь до континенту Антарктида.

### Епізод 2
Sōya вийшла в море на південь від Японії до замерзлого континенту Антарктида. Вона проходить складні випробування на цьому шляху. Курамочі, Інузука та дев'ять інших членів екіпажу, що бажають зимувати в Антарктиді, просять дозволу лишитися у якості Першої зимової антарктичної експедиції. Керівник екіпажу Широсакі Сугуру не схвалив пропозицію, заявивши, що перша експедиція повинна створити базу на материковій частині Антарктиди, і щоб зимувала тільки Друга зимова антарктична експедиція. Конфлікти в команді закінчилися бійкою між членами екіпажу. Серія жорстоких ураганів побила судно, завдавши шкоди і членам екіпажу, і кораблю. Під час шторму одна з собак Анко була важко поранена. Друга буря спричинила затоплення декількох приміщень корабля, і кілька членів екіпажу були важко поранені.
Нарешті, після декількох місяців напруженої подорожі, криголам Sōya прибув до узбережжя Антарктиди. Після короткої дискусії з урядом, а також з екіпажем корабля, Широсакі, нарешті, вирішив, що після створення японської бази, Першій зимовій антарктичній експедиції буде дозволено зимувати в Антарктиді. Для команди зимової експедиції було обрано одинадцять членів екіпажу, серед яких Курамочі, Інузука та Хімуро Харухіко, член фінансового міністерства Японії.

### Епізод 3
Після прибуття до Антарктиди японська команда починає будувати свою базу на острові Іст-Онгуль. Наступні кілька тижнів члени команди проводять будівництво бази Шова. Сильна хуртовина змусила команду залишитися в Sōya протягом декількох днів. Шматки криги розбиваються на частини, відносячи частину запасів палива та їжі для зимової команди на море. Одна з їздових собак, Кума з Фурена (батько Таро і Джиро), несподівано атакує ведучого собаку Рікі і пересилює його, змушуючи його втратити дух управління всією командою собак. Через кілька днів три собаки (Моку, Тому та Міме) отримали серйозні травми і змушені повернутися до Японії з рештою екіпажу Sōya.
Оскільки команда собак не змогла тягнути санки без ватажка, Курамочі та інші члени екіпажу побоюються, що їх експедиція стане повною катастрофою. Однак у темну хуртовину, коли Курамочі та Інузука намагаються спорядити сани, Кума з Фурену знову атакує одну з інших собак. Але Рікі несподівано збирає свою мужність і нападає на Куму, перемагаючи чорну собаку в швидкій бійці і повертаючи собі статус вожака.
Коли команда, нарешті, змогла тягнути санки під відновленим керівництвом Рікі, собаки змогли допомогти врятувати членів команди експедиції, які застрягли посеред хуртовини на тягачі без палива.

### Епізод 4
Станція Шова була нарешті добудована, і Soya вирушила до Японії, залишивши команду з одинадцяти японських вчених та дев'ятнадцяти сахалінських хаскі. У перший день перебування на базі чоловіки виявили, що частина льоду біля бази поламалася і віднесла половину річних запасів пального та продовольства. Щоб виправити цю ситуацію, полярники розпочали риболовлю, щоб поповнити запас їжі. Вони також вирішили покласти більшу частину своїх робіт з транспортування на їздових собак, щоб заощадити залишок пального.
Бекка, одна з їздових собак, перенесла хворобу нирок і через кілька днів померла. Через кілька тижнів Інузука випадково підпалив будівлю радіорубки і не зміг загасити його вогнегасником. Щоб компенсувати свої помилки, Інузука вирішив супроводжувати Курамочі та Хімуро в їх найважчому досі виклику; експедиції по антарктичній пустелі та піднятися на вершину Ботннутен.

### Епізод 5
Курамочі, до якого приєдналися Хімуро та Інузука, розпочав свою подорож, щоб виконати місію команди піднятися на вершину гори Ботннутен. Попри сильну хуртовину і відстаючи від свого плану, Курамочі та його супутникам вдалося дістатися до місця призначення. Курамочі та Хімуро піднялися і досягли вершини Ботннутен, де Курамочі зафіксував табличку з написами про досягнення, зроблені Першою японською експедицією в Антарктиді, а також фото команди з антарктичної експедиції його батька. Під час зворотного шляху назад на базу знову спустилася сильна хуртовина. Під ними завалився сніговий покрив, в результаті Хімуро впав і зламав ногу. Їм вдалося сховатися на замерзлій туші кита, яку вони знайшли раніше. Коли їхні запаси їжі закінчуються, Курамочі придумав план. Він відправив трьох собак (вожака Рікі, а також братів Таро та Джиро) із повідомленням, щоб отримати допомогу від своїх товаришів на базі.
В Японії, Ширасакі Сугуру був зайнятий підготовкою до другої експедиції на Антарктиду, щоб замінити 11 членів першої експедиції.